# Henri Nouwen
Henri J. M. Nouwen, né le  24 janvier 1932 à Nijkerk (Pays-Bas) et décédé le 2 octobre 1996 à Hilversum (Pays-Bas), est un prêtre catholique un écrivain néerlandais qui fut l'auteur d'une quarantaine de livres de spiritualité. Il fut aumônier pour la Communauté de l'Arche et ami de Jean Vanier.
Sa spiritualité est orientée vers la filiation divine de l'humanité à travers le Christ. Il a enseigné à l'université Notre-Dame-du-Lac, l'université Yale et l'université Harvard et travailla longtemps avec les personnes handicapées, vivant en leur compagnie.
Pendant les années 1970, il a été influencé par la théologie de la libération. Dans Wounded Prophet, son biographe Michael Ford écrit qu'il a accepté son homosexualité à la fin de sa vie, à laquelle il fait allusion dans son Journal après avoir vécu des difficultés spirituelles à propos du célibat, célibat qu'il a par ailleurs toujours respecté. Il est mort en 1996.
En 2003, la revue The Christian Century (en) le cita comme un des auteurs spirituels importants du XXe siècle.

## Œuvres
- Adam
- Compassion
- Life of the Beloved
- Le retour de l'enfant prodigue
- Au cœur de ma vie, l'Eucharistie, 1995
- Vivre sa foi au quotidien, 1996
- Les trois mouvements de la vie spirituelle, 1998 (Reaching Out, 1974)
- La voix intérieure de l'amour : de l'angoisse à la libertê, 2000 (The Inner Voice of Love, 1996)

## Écrits
Henri Nouwenn est un prêtre hollandais qui est considéré comme un auteur spirituel important du XXe siècle.
Dans ce texte, Nouwen médite sur le tableau de Rembrandt intitulé Le Retour du fils prodigue.
Devenir semblable au Père

« Le tableau de Rembrandt et sa vie tragique m'ont fourni le contexte qui m'a permis de découvrir ceci : l'étape finale de la vie spirituelle est de pouvoir se débarrasser si totalement de la peur de Dieu qu'il devient possible alors de devenir semblable à lui. Tant que le Père évoque la peur, il reste un étranger et ne peut demeurer en moi. Mais Rembrandt, qui m'a montré chez le Père une vulnérabilité suprême, m'a fait prendre conscience que ma vocation finale est, en effet, de devenir semblable au Père et d'imiter sa miséricorde divine. Bien que je sois à la fois le fils cadet et le fils aîné, je n'ai pas à le demeurer, mais à devenir le Père. Aucun Père et aucune mère ne sont devenus père et mère sans d'abord avoir été fils ou fille, mais chaque fils et chaque fille doit choisir consciemment de quitter l'enfance, afin de devenir père et mère pour d'autres. C'est un pas dans la solitude difficile à franchir, surtout à une époque de l'histoire où il est difficile de bien vivre la condition de parents ; mais c'est une étape essentielle pour l'accomplissement du cheminement spirituel. »

— Henri Nouwen, Le retour de l'Enfant prodigue, Paris, Albin Michel, 2008, p. 194-195.